# Takryttare

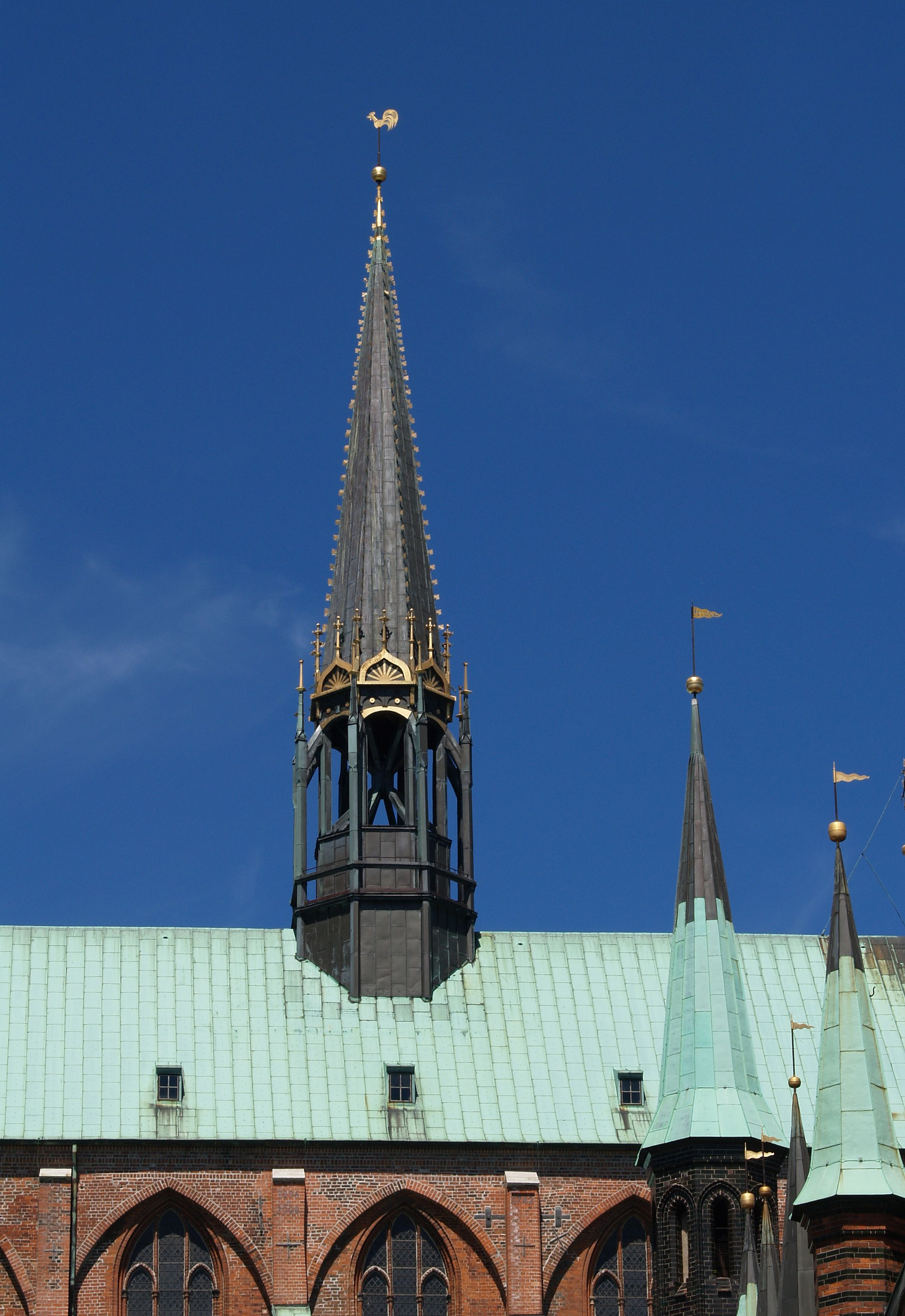
Takryttare på kyrkan St. Marien i Lübeck

Takryttare är en liten tornspira ovanpå ett tak. Namnet kommer av att takryttaren "rider" på taknocken och bärs uteslutande av takstolarna, inte av någon murad tornkropp eller något eget system av bjälkar med markkontakt. Kyrkobyggnader med tvärskepp har ofta ryttaren över korsmitten.